# رودریگو سانتانا

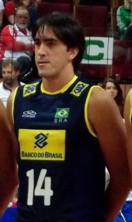
رودریگو سانتانا

رودریگو سانتانا (به پرتغالی: Rodrigo Santana) معروف به رودریگائو (زاده ۱۳ اکتبر ۱۹۷۹) بازیکن والیبال اهل برزیل و عضو سابق تیم ملی والیبال مردان است. سانتانا از پرافتخارترین بازیکن‌های مؤثر تیم ملی برزیل از سال ۲۰۰۳ تا ۲۰۱۲ بوده‌است که یک طلا و دو نقره المپیک، سه طلای قهرمانی والیبال جهان، هفت قهرمانی و دو نایب قهرمانی لیگ جهانی، دو قهرمانی و یک مدال برنز جام جهانی را همراه با تیم ملی برزیل کسب کرده‌است. رودریگو در رده باشگاهی نیز سابقه بازی در تیم‌های رپورت سوزانو، بانسپا مسترکارت، توری فرارا، لوبه بانکا ماچراتا، اسکای پینهیروس، زراعت بانک و سسی سائو پائولو، الریان، ری جی ریو دو ژانیرو و باریج اسانس کاشان را در کارنامه خود دارد. او برای مسابقات پلی آف سوپر لیگ والیبال ایران با باریج اسانس کاشان برای چند بازی قرارداد بست. سانتانا با لوبه بانکا قهرمانی سری آ، جام حذفی و سوپر جام ایتالیا را به دست آورد و به همراه سوزانو قهرمان سوپر لیگ برزیل شد.